# T'oung Pao
T'oung Pao (en chinois 通報 ; en pinyin Tōngbào) est la 1re revue internationale de sinologie fondée en 1890. 
Son titre original était T’oung Pao ou Archives pour servir à l’étude de l’histoire, des langues, la géographie et l’ethnographie de l’Asie Orientale (Chine, Japon, Corée, Indochine, Asie centrale et Malaisie). 
Elle a été créée à Paris par Henri Cordier et Gustave Schlegel. Édouard Chavannes puis Paul Pelliot leur succédèrent. Elle est aujourd'hui publiée par l'éditeur néerlandais Brill.
« T'oung Pao » est la traduction phonétique par le système de transcription Wade-Giles du mot chinois 通報 (simplifié 报) qui signifie généralement en tant que substantif revue, journal, et en tant que verbe communiquer des informations, soit de supérieurs vers des inférieurs soit d'inférieurs vers des supérieurs.  